# Mi Note 10
Mi Note 10 / 10 ProはXiaomiが開発し、2019年12月9日に国内発表、同月16日に発売したAndroid搭載スマートフォンである。

## 概要
Xiaomiは2019年12月9日に東京都で開催されたローンチイベントで、正式に日本市場への参入を発表した。
ここで、「Mi Note 10」「Mi Note 10 Pro」を日本市場に投入することを発表し、同日にAmazonでの予約を開始し、同月12月16日に発売した。
「Mi Note 10」は、11月に中国で発表された1億画素カメラ搭載機「Mi CC9 Pro」と同等の機種である。
価格はMi Note 10（6GB RAM/128GB ROM）が税込52,800円、Mi Note 10 Pro（8GB RAM/256GB ROM）が64,800円となっている。
OSは、Android 9をベースにしたMIUI 11が初期搭載された。
画面は6.47インチの3D曲面アクティブマトリクス式有機ELディスプレイ（3D curved AMOLED Display）を採用し、本体面積に占める画面占有率は91.4％となる。
本体の両面・背面の素材には、Corning製の「Gorilla Glass 5」を採用している。
また、画面内に指紋認証センサーを内蔵している。
背面カメラは1億800万画素のメインカメラ、2000万画素の超広角カメラ、1200万画素の2倍望遠カメラ、500万画素の5倍望遠、200万画素のマクロカメラで構成される、AI5眼カメラが搭載され、4K30fpsの動画撮影が可能なほか、720Pで最大960fpsのスーパースロー撮影が可能になっている。
このうち、メインカメラには、SamsungのHMXイメージセンサーが採用されている。
前面カメラには、1080P30fpsの撮影が可能な3200万画素のセルフィーカメラが搭載されている。
USB Type-Cを充電・通信ポートに採用するほか、ハイレゾ対応の3.5mmイヤホンジャック、Google Pay対応のNFCや赤外線通信機能を備えている。
バッテリー容量は5,260mAhの大容量バッテリーが搭載されており、最大30Wの急速充電に対応している。
無線通信は、モバイルデータ通信において、デュアルSIMデュアルVoLTE（DSDV）に対応し、このほかWi-Fi 5とBluetooth 5.0に対応する。
SIMカードのサイズは、nano-SIMである。
【出典】
- シャオミ、1億画素スマホ「Mi Note 10」を日本で発売 - ケータイWatch[1]
- ついに日本上陸！　「Mi Note 10 Pro」から見えるXiaomiの本気度[2]

## デザイン

### カラーバリエーション
カラーはミッドナイトブラック、グレイシャーホワイト、オーロラグリーンの3色を展開している。
| カラー | カラーネーム         |
| ------ | -------------------- |
|        | ミッドナイトブラック |
|        | グレイシャーホワイト |
|        | オーロラグリーン     |

## 技術仕様

### 本体
- 高さ：157.8 mm
- 幅：74.2 mm
- 厚さ：9.67 mm
- 重量：208 g

### 無線通信

#### SIM
- デュアルSIM（nano-SIM）対応〔eSIM非対応〕
- デュアルSIMデュアルVoLTE（DSDV）対応

#### 対応周波数
- 2G（GSM）：2/3/5/8
- 3G（W-CDMA）：1/2/4/5/6/8/19
- 4G LTE（FDD）：1/2/3/4/5/7/8/18/19/20/26/28
- 4G LTE（TDD）：38/40

4G対応周波数において、日本の通信事業者大手4キャリア（docomo, au, SoftBank, 楽天モバイル）の主要バンド（Band1/3/8/18/19/26）はすべてカバーしている。

#### Wi-Fi / 近距離無線通信
- Wi-Fi 5（IEEE802.11a/b/g/n/ac）2.4GHz/5GHz
- Bluetooth 5.0
- オーディオコーデック（AAC, LDAC, aptX, aptX-HD, aptX-Adaptive）

- 多機能NFC（Google Pay 対応）

#### 測位システム
- GPS：L1 | Galileo：E1 | GLONASS：G1 | BeiDou：B1
- A-GPS 補助側位 | 電子コンパス | 無線ネットワーク | データネットワーク

### メディア

#### オーディオ
- 1216 0.5 mm の最大高振幅 ウルトラリニアスピーカー
- Smart PA 超高電圧大音量
- 1.0 cc の音響空洞設計
- 3.5 mm イヤホンジャック | Hi-Fi 音質 | ハイレゾオーディオ認証

#### マルチメディア再生
Dual frequency GPS（MP4, M4V, MKV, XVID, WAV, AAC, MP3, AMR, FLAC, APE）

#### ビデオ再生
次世代ビデオエンコードテクノロジー対応（HEVC, H.264, MPEG4, VC-1, VP8, VP9）

#### センサー
振動モーター, 赤外線ブラスタ, 画面内環境光センサー, 加速度計, ジャイロスコープ, 電子コンパス

#### 同梱物
電源アダプター, 保護ケース, シンプルな保護カバー, USB Type-C ケーブル, SIM カード取り出しツール, ユーザーガイド, 保証書